# WTA 1000
WTA 1000 – kategoria profesjonalnych turniejów tenisowych w rozgrywkach kobiecych; utworzona pod koniec 2020 roku, po rezygnacji z wcześniejszej kategoryzacji. Władze zawodowych rozgrywek kobiet WTA zdecydowały się zmienić kategorie turniejów, na wzór zmagań w ATP.
W skład rozgrywek o randze WTA 1000 wchodzą dawne turnieje z cyklu WTA Premier 5 i WTA Premier Mandatory.

## Ranking
Punkty wliczane do rankingu przyznawane są za zajęcie określonych miejsc w turniejach. Punkty zdobyte w danym sezonie sumowane są w rankingu Race to WTA Championships. Pod koniec sezonu zawodniczki zajmujące czołowe osiem miejsc uczestniczą w Turnieju Mistrzyń.
Pod uwagę brany jest udział w turniejach rozegranych w ciągu ostatnich 52 tygodni, a zliczane są punkty z nie więcej niż 16 turniejów w grze pojedynczej i 11 w grze podwójnej.

### Podział punktów
Władze WTA wraz z utworzeniem nowych kategorii turniejów, nie zdecydowały się na zmianę dotychczas obowiązującej punktacji. Dlatego za wygraną w turniejach WTA 1000 można otrzymać 1000 lub 900 punktów.
Poniższa tabela przedstawia podział punktów na poszczególne rundy turniejów o różnej liczbie uczestniczek. Punktacja obowiązuje w czterech turniejach, dawniej wchodzących w skład WTA Premier Mandatory.
| Turniej        | W    | F   | SF  | QF  | R16 | R32 | R64 | R128 | QLFR | Q3 | Q2 | Q1 |
| -------------- | ---- | --- | --- | --- | --- | --- | --- | ---- | ---- | -- | -- | -- |
| WTA 1000 (96S) | 1000 | 650 | 390 | 215 | 120 | 65  | 35  | 10   | 30   | –  | 20 | 2  |
| WTA 1000 (64S) | 1000 | 650 | 390 | 215 | 120 | 65  | 10  | –    | 30   | –  | 20 | 2  |
| WTA 1000 (32D) | 1000 | 650 | 390 | 215 | 120 | 10  | –   | –    | –    | –  | –  | –  |

Poniższa tabela przedstawia podział punktów na poszczególne rundy turniejów o różnej liczbie uczestniczek. Punktacja obowiązuje w pięciu turniejach, dawniej wchodzących w skład WTA Premier 5.
| Turniej                | W   | F   | SF  | QF  | R16 | R32 | R64 | R128 | QLFR | Q3 | Q2 | Q1 |
| ---------------------- | --- | --- | --- | --- | --- | --- | --- | ---- | ---- | -- | -- | -- |
| WTA 1000 (56S, 64Q)    | 900 | 585 | 350 | 190 | 105 | 60  | 1   | –    | 30   | 22 | 15 | 1  |
| WTA 1000 (56S, 48/32Q) | 900 | 585 | 350 | 190 | 105 | 60  | 1   | –    | 30   | –  | 20 | 1  |
| WTA 1000 (28D)         | 900 | 585 | 350 | 190 | 105 | 1   | –   | –    | –    | –  | –  | –  |
| WTA 1000 (16D)         | 900 | 585 | 350 | 190 | 1   | –   | –   | –    | –    | –  | –  | –  |

## Zawody
Sezon 2024 składa się z dziesięciu turniejów WTA 1000. Co roku pierwsze zawody tej rangi odbywają się w połowie lutego na Bliskim Wschodzie, na kortach twardych. Pierwszy z dwóch turniejów jest rozgrywany w stolicy Kataru – Dosze, a drugi niedługo później w Dubaju.
W marcu na kortach twardych, organizowane są amerykańskie zawody w Indian Wells i Miami. Zwycięstwo w obydwu w jednym roku (Sunshine Double) to jedno z najbardziej prestiżowych osiągnięć w tenisie. Oba turnieje trwają dwa tygodnie.
Na europejskiej, ceglanej mączce rozgrywane są dwa turnieje. W maju tenisistki rywalizują w Madrycie, a następnie w Rzymie. Zarówno zawody w stolicy Hiszpanii, jak i w stolicy Włoch zostały wydłużone do dwóch tygodni.
Kolejne zawody rangi WTA 1000 odbywają się w pierwszej połowie sierpnia w Toronto lub Montrealu, na nawierzchni twardej. Dwa kanadyjskie miasta na przemian organizują rozgrywki kobiece i męskie. Tenisistki występują w Toronto w latach parzystych, natomiast w Montrealu w latach nieparzystych.
W tygodniu następującym po zawodach w Kanadzie, rozpoczyna się turniej na kortach twardych w Cincinnati. Rozgrywki północnoamerykańskie należą do cyklu US Open Series poprzedzającego wielkoszlemowy US Open.
Ostatnie dwa turnieju w sezonie rozgrywane są w Chinach. Pierwszy z nich ma miejsce w Pekinie, a drugi w Wuhan.
|                              | Miejsce            | Oficjalna nazwa                                                                      | Nawierzchnia | Drabinka    |
|                              |                    |                                                                                      |              |             |
| Katar                        | Doha               | Qatar TotalEnergies Open                                                             | Twarda       | 56S/32Q/28D |
| Zjednoczone Emiraty Arabskie | Dubaj              | Dubai Duty Free Tennis Championships                                                 | Twarda       | 56S/32Q/28D |
| Stany Zjednoczone            | Indian Wells       | BNP Paribas Open                                                                     | Twarda       | 96S/48Q/32D |
| Stany Zjednoczone            | Miami              | Miami Open presented by Itaú                                                         | Twarda       | 96S/48Q/32D |
| Hiszpania                    | Madryt             | Mutua Madrid Open                                                                    | Ceglana      | 96S/48Q/32D |
| Włochy                       | Rzym               | Internazionali BNL d’Italia                                                          | Ceglana      | 96S/48Q/32D |
| Kanada                       | Toronto / Montreal | National Bank Open presented by Rogers / Omnium Banque Nationale présenté par Rogers | Twarda       | 56S/32Q/28D |
| Stany Zjednoczone            | Cincinnati         | Western & Southern Open                                                              | Twarda       | 56S/32Q/28D |
|                              | Pekin              | China Open                                                                           | Twarda       | 64S/32Q/28D |
|                              | Wuhan              | Dongfeng Voyah - Wuhan Open                                                          | Twarda       | 64S/32Q/28D |

## Finały gry pojedynczej w turniejach WTA 1000

### 2025
| Turniej      | Zwyciężczyni     | Finalistka       | Wynik         |
| ------------ | ---------------- | ---------------- | ------------- |
|              |                  |                  |               |
| Doha         | Amanda Anisimova | Jeļena Ostapenko | 6:4, 6:3      |
| Dubaj        | Mirra Andriejewa | Clara Tauson     | 7:6(1), 6:1   |
| Indian Wells | Mirra Andriejewa | Aryna Sabalenka  | 2:6, 6:4, 6:3 |
| Miami        | Aryna Sabalenka  | Jessica Pegula   | 7:5, 6:2      |
| Madryt       | Aryna Sabalenka  | Coco Gauff       | 6:3, 7:5(3)   |
| Rzym         | Jasmine Paolini  | Coco Gauff       | 6:4, 6:2      |
| Montreal     | Victoria Mboko   | Naomi Ōsaka      | 2:6, 6:4, 6:1 |
| Cincinnati   | Iga Świątek      | Jasmine Paolini  | 7:5, 6:4      |
| Pekin        |                  |                  |               |
| Wuhan        |                  |                  |               |

### 2024
| Turniej      | Zwyciężczyni     | Finalistka       | Wynik            |
| ------------ | ---------------- | ---------------- | ---------------- |
|              |                  |                  |                  |
| Doha         | Iga Świątek      | Jelena Rybakina  | 7:6(8), 6:2      |
| Dubaj        | Jasmine Paolini  | Anna Kalinska    | 4:6, 7:5, 7:5    |
| Indian Wells | Iga Świątek      | Maria Sakari     | 6:4, 6:0         |
| Miami        | Danielle Collins | Jelena Rybakina  | 7:5, 6:3         |
| Madryt       | Iga Świątek      | Aryna Sabalenka  | 7:5, 4:6, 7:6(7) |
| Rzym         | Iga Świątek      | Aryna Sabalenka  | 6:2, 6:3         |
| Toronto      | Jessica Pegula   | Amanda Anisimova | 6:3, 2:6, 6:1    |
| Cincinnati   | Aryna Sabalenka  | Jessica Pegula   | 6:3, 7:5         |
| Pekin        | Coco Gauff       | Karolína Muchová | 6:1, 6:3         |
| Wuhan        | Aryna Sabalenka  | Zheng Qinwen     | 6:3, 5:7, 6:3    |

### 2023
| Turniej      | Zwyciężczyni       | Finalistka        | Wynik          |
| ------------ | ------------------ | ----------------- | -------------- |
|              |                    |                   |                |
| Dubaj        | Barbora Krejčíková | Iga Świątek       | 6:4, 6:2       |
| Indian Wells | Jelena Rybakina    | Aryna Sabalenka   | 7:6(11), 6:4   |
| Miami        | Petra Kvitová      | Jelena Rybakina   | 7:6(14), 6:2   |
| Madryt       | Aryna Sabalenka    | Iga Świątek       | 6:3, 3:6, 6:3  |
| Rzym         | Jelena Rybakina    | Anhelina Kalinina | 6:4, 1:0 krecz |
| Montreal     | Jessica Pegula     | Ludmiła Samsonowa | 6:1, 6:0       |
| Cincinnati   | Coco Gauff         | Karolína Muchová  | 6:3, 6:4       |
| Guadalajara  | Maria Sakari       | Caroline Dolehide | 7:5, 6:3       |
| Pekin        | Iga Świątek        | Ludmiła Samsonowa | 6:2, 6:2       |

### 2022
| Turniej      | Zwyciężczyni    | Finalistka          | Wynik         |
| ------------ | --------------- | ------------------- | ------------- |
|              |                 |                     |               |
| Doha         | Iga Świątek     | Anett Kontaveit     | 6:2, 6:0      |
| Indian Wells | Iga Świątek     | Maria Sakari        | 6:4, 6:1      |
| Miami        | Iga Świątek     | Naomi Ōsaka         | 6:4, 6:0      |
| Madryt       | Uns Dżabir      | Jessica Pegula      | 7:5, 0:6, 6:2 |
| Rzym         | Iga Świątek     | Uns Dżabir          | 6:2, 6:2      |
| Toronto      | Simona Halep    | Beatriz Haddad Maia | 6:3, 2:6, 6:3 |
| Cincinnati   | Caroline Garcia | Petra Kvitová       | 6:2, 6:4      |
| Guadalajara  | Jessica Pegula  | Maria Sakari        | 6:2, 6:3      |

### 2021
| Turniej      | Zwyciężczyni     | Finalistka         | Wynik               |
| ------------ | ---------------- | ------------------ | ------------------- |
|              |                  |                    |                     |
| Dubaj        | Garbiñe Muguruza | Barbora Krejčíková | 7:6(6), 6:3         |
| Miami        | Ashleigh Barty   | Bianca Andreescu   | 6:3, 4:0 krecz      |
| Madryt       | Aryna Sabalenka  | Ashleigh Barty     | 6:0, 3:6, 6:4       |
| Rzym         | Iga Świątek      | Karolína Plíšková  | 6:0, 6:0            |
| Montreal     | Camila Giorgi    | Karolína Plíšková  | 6:3, 7:5            |
| Cincinnati   | Ashleigh Barty   | Jil Teichmann      | 6:3, 6:1            |
| Indian Wells | Paula Badosa     | Wiktoryja Azaranka | 7:6(5), 2:6, 7:6(2) |

### Zwyciężczynie
|                    | 2021       | 2022      | 2023       | 2024      | 2025       |
| ------------------ | ---------- | --------- | ---------- | --------- | ---------- |
| Doha               | WTA 500    | Świątek   | WTA 500    | Świątek   | Anisimova  |
| Dubaj              | Muguruza   | WTA 500   | Krejčíková | Paolini   | Andriejewa |
| Indian Wells       | Badosa     | Świątek   | Rybakina   | Świątek   | Andriejewa |
| Miami              | Barty      | Świątek   | Kvitová    | Collins   | Sabalenka  |
| Madryt             | Sabalenka  | Jabeur    | Sabalenka  | Świątek   | Sabalenka  |
| Rzym               | Świątek    | Świątek   | Rybakina   | Świątek   | Paolini    |
| Toronto / Montreal | Giorgi     | Halep     | Pegula     | Pegula    | Mboko      |
| Cincinnati         | Barty      | Garcia    | Gauff      | Sabalenka | Świątek    |
| Guadalajara        | WTA Finals | Pegula    | Sakkari    | WTA 500   | WTA 500    |
| Pekin              |            |           | Świątek    | Gauff     |            |
| Wuhan              |            | Sabalenka |            |           |            |